# Abdellah Blinda
Abdallah Blinda (25 september 1951 – Rabat,  17 maart 2010) was een Marokkaans voetballer en voetbalcoach.

## Carrière
Hij begon zijn sportieve carrière als handballer en werd pas nadien voetballer. Blinda speelde bij verschillende Marokkaanse ploegen, onder meer FUS de Rabat. Tijdens de finale van de Beker van Marokko in 1972-73 maakte hij twee van de drie doelpunten van zijn club tegen Ittihad Khémisset. Vervolgens trainde hij verscheidene binnenlandse en buitenlandse ploegen, onder meer 
Raja Casablanca, FUS en de club Bani Yas uit Abu Dhabi.
Hij was coach van het Marokkaans voetbalelftal, dat deelnam aan het wereldkampioenschap voetbal 1994 in de Verenigde Staten. De ploeg verloor toen van het België en eindigde laatste in zijn groep.  Blinda was sinds 2008 coach van het plaatselijke Marokkaans voetbalelftal. Hij overleed in maart 2010 aan een hartinfarct.